# 田尻三千夫
田尻 三千夫（たじり みちお、1948年8月24日 - ）は、日本のドイツ文学者、翻訳家。東京大学名誉教授。20世紀ドイツ・オーストリア文学の訳書を刊行。

## 略歴
岐阜県竹原村（現下呂市）生まれ。1972年東京外国語大学ドイツ語科卒業、1975年東京大学大学院人文科学研究科独文科修士課程修了。東京女子大学講師、助教授、1986年東大教養学部助教授（ドイツ語）、1997年東大総合文化研究科教授（言語情報科学）。2013年定年退任。

## 翻訳
- 『ヘリオーポリス』上・下（エルンスト・ユンガー、国書刊行会、世界幻想文学大系42） 1985 - 1986
- 『家出する少年』（ペーター・ヘルトリング、さ・え・ら書房） 1988
- 『ウィーンの青春 ある自伝的回想』（アルトゥル・シュニッツラー、みすず書房） 1989
- 『ユーゲント』（ヴォルフガング・ケッペン、同学社、新しいドイツの文学シリーズ） 1992
- 『子ども部屋 心なごむ場所の誕生と風景』（インゲボルク・ヴェーバー＝ケラーマン、白水社） 1996
- 『さよならわたしの本屋さん』（ペーター・ヘルトリング、さ・え・ら書房） 1996
- 『古い庭園 メルヒェン』（マリー・ルイーゼ・カシュニッツ、同学社） 2004
- 『新ロビンソン物語』（ヨアヒム・ハインリヒ・カンペ、鳥影社・ロゴス企画） 2006
- 『わたしのギリシア神話』（マリー・ルイーゼ・カシュニッツ、同学社） 2009
- 『エウメスヴィル　あるアナークの手記』（エルンスト・ユンガー、月曜社）2020

## 参考
- 『駒場2001』